# Furet (brigue)
O Furet foi um  brigue da classe Abeille com 18-canhões da marinha Francesa.
Sob o comando do tenente Pierre Antoine Toussaint Dumay, o Furet teve ordens de se unir a frota do almirante Pierre Villeneuve em preparação para dar suporte a invasão de Napoleão Bonaparte. Velejou para as Índias ocidentais em 29 de março de 1805.
Ele tomou parte da Batalha de Trafalgar, sob o comando do tenente Dumay, após o qual ele se viu bloqueado em Cádiz.
Ele tomou parte da Expedição La Meillerie. Nesta expedição o Furet velejou de Cádiz junto ao esquadrão comandado pelo capitão La Marre La Meillerie, consistindo das fragatas Hermione, Hortense, Rhin e Thémis. Ele foi capturado pelo HMS Hydra após uma simples salva de tiros ao passo que o restante do esquadrão o abandonou em 26 de fevereiro de 1806.